# ロッジア

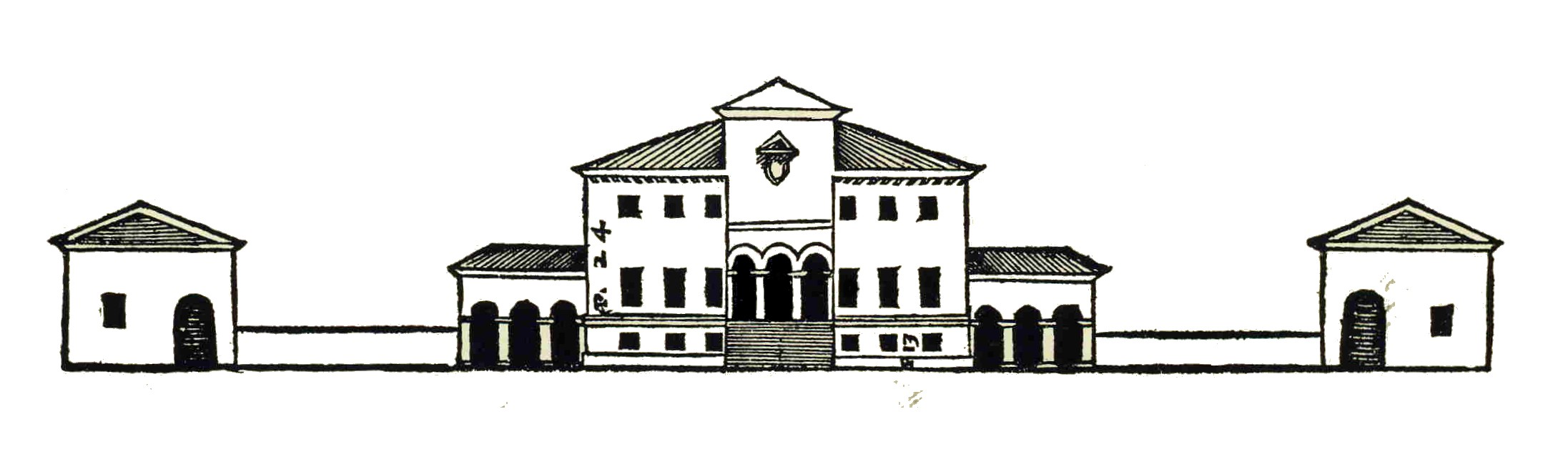
パッラーディオの Villa Godiの正面図。中央の玄関部分がロッジアになっていて、左右にも回廊としてのロッジアがある。

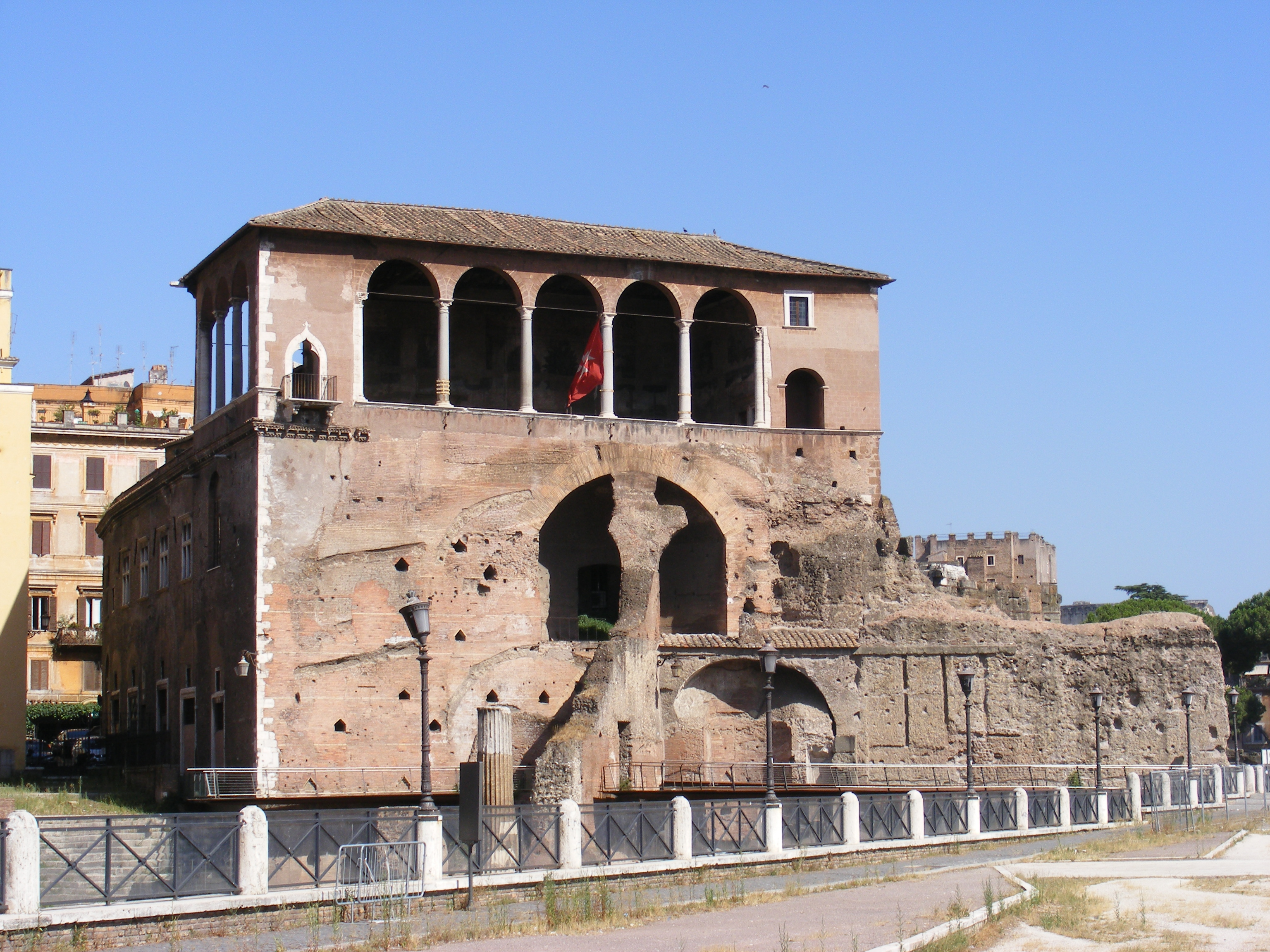
建物上部にロッジアがある。
ローマのCasa dei Cavalieri di Rodi(15世紀)

ロッジア（イタリア語: loggia）は、イタリアで生まれた建築意匠の一種を指す言葉で、ファサードに一方の側が外に開かれた廊下を配し、一定間隔の柱で支持するか、単に壁に開口部を設けた形状のものである。開廊（かいろう）、涼み廊下（すずみろうか）とも。地上階にある場合は回廊とも呼ばれるが、上層階に配する場合もある。
ブルネレスキがフィレンツェのオスペダーレ・デッリ・インノチェンティ（捨子保育院）のファサードにロッジアを配したものが有名である。

## 概要

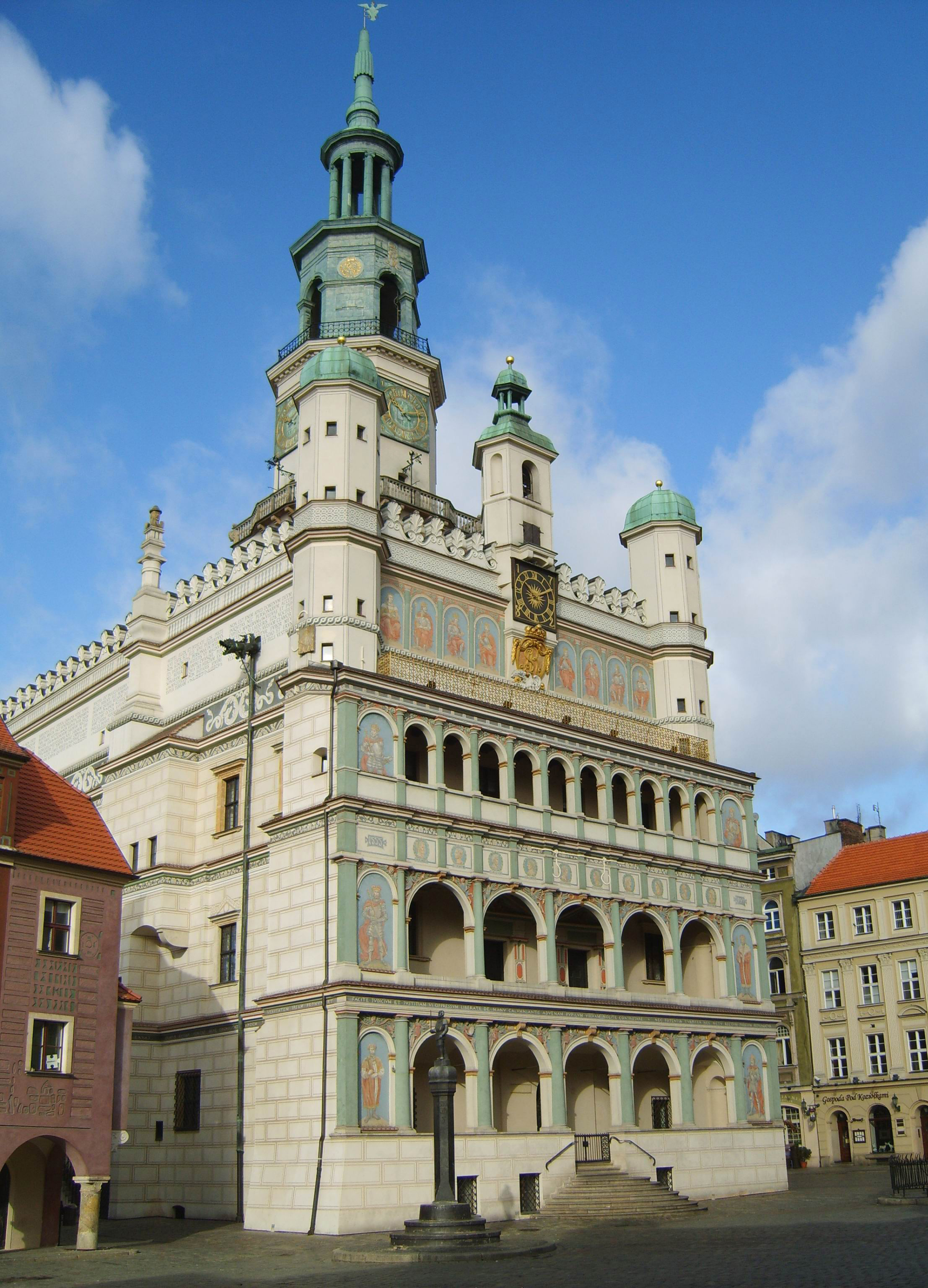
ルネサンス期のアーケード型の多層ロッジア。ポズナンの旧市役所（1550年 - 1555年）

ロッジアをポルチコの代わりに使うこともある。この形態は、単に突出しないポルチコまたは壁面に開口部があって出入り口の役目を果たしているものと見ることができる。
時には、主階（ピアノ・ノービレ）のロッジアの上にさらにロッジアを配することもあり、これを「ダブル・ロッジア (double loggia)」と呼ぶ。ロッジアの上にペディメントを配することで、ファサードにおいてロッジアを強調することもある。
ロッジアとポルチコの主な違いは、建物の機能配置内での役割である。ポルチコは外から中に入ることが可能で、小さな建物でも玄関前に屋根を伸ばして柱で支えればポルチコとなる。ロッジアは基本的に内側からしかアクセスできず、一種の休憩所になっている。従って、主に上流階級の邸宅や公共建築によく見られる。
現代では小さく装飾的な夏の別荘で、涼しい風と眺めを楽しむ場所としてロッジアを配することがある。そのような建物はイタリア建築の典型であり、特に17世紀に人気を博した。ローマにはそのような建物が多い。
例えば、ローマのヴィラ・ファルネジーナがあるが、この建物では内部にあるフレスコ画の損傷や劣化が進みがちなため、柱の間にガラスを入れて保護している。
またロシアでは、アパートの突出していないバルコニーをロッジアと呼ぶ。

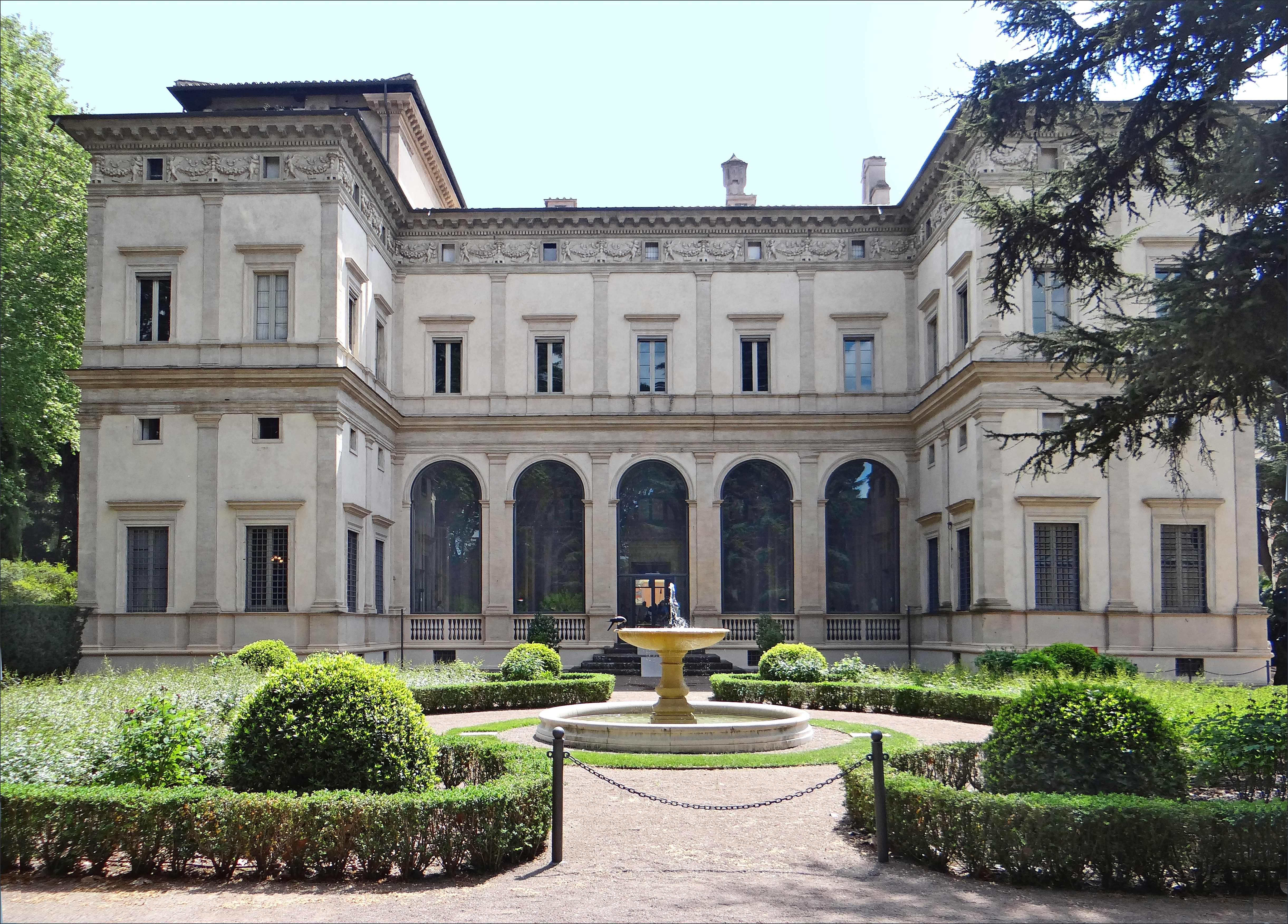
ヴィラ・ファルネジーナ
ロッジア部分はガラスで保護されている。

## ギャラリー

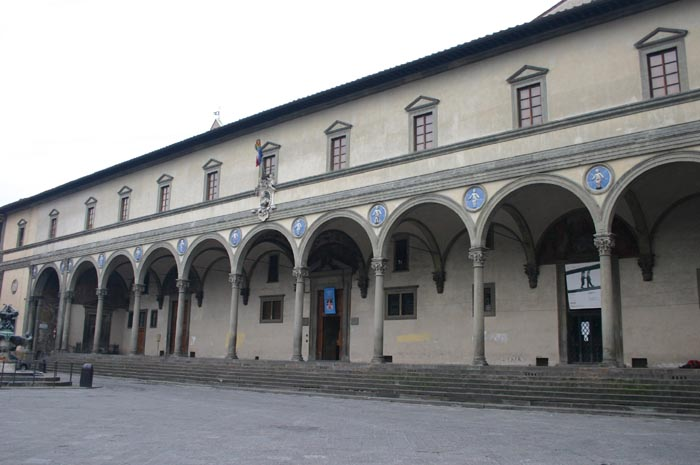
捨子保育院 イタリア、フィレンツェ 設計：ブルネレスキ
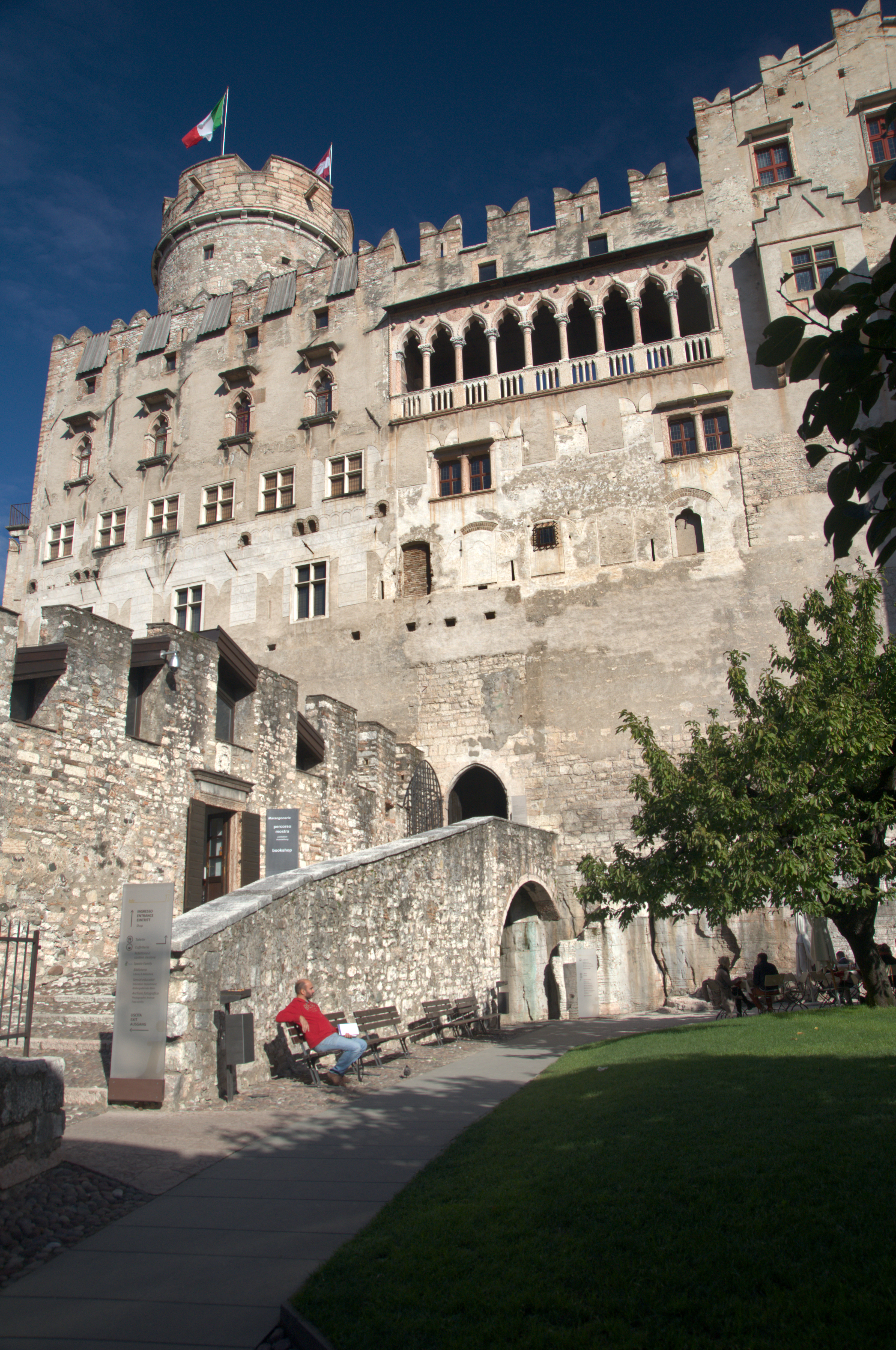
ブオンコンシーリョ城 イタリア、トレント
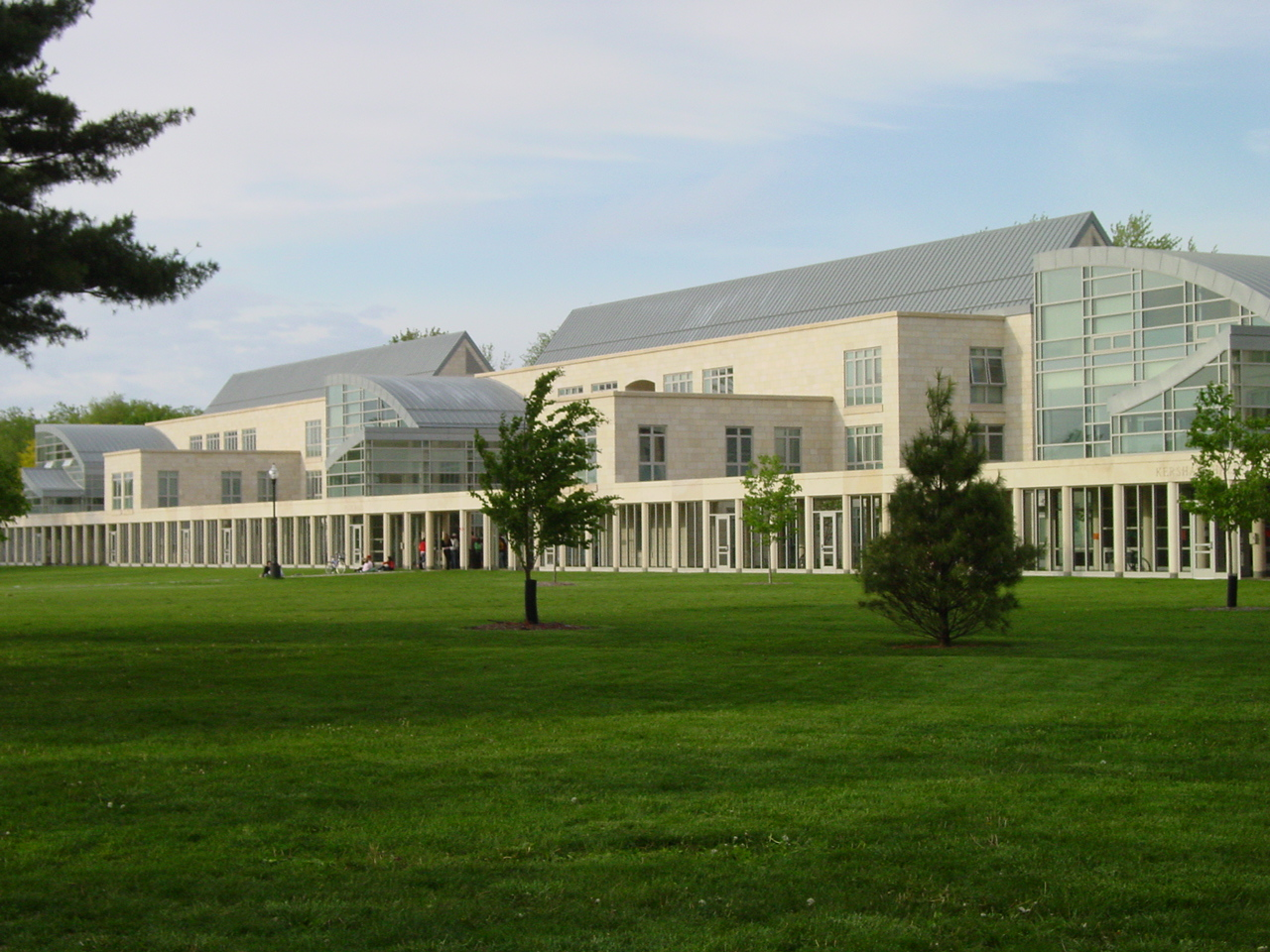
グリネル大学 アメリカ合衆国、アイオワ州、グリネル 寮がロッジアで繋がれている。
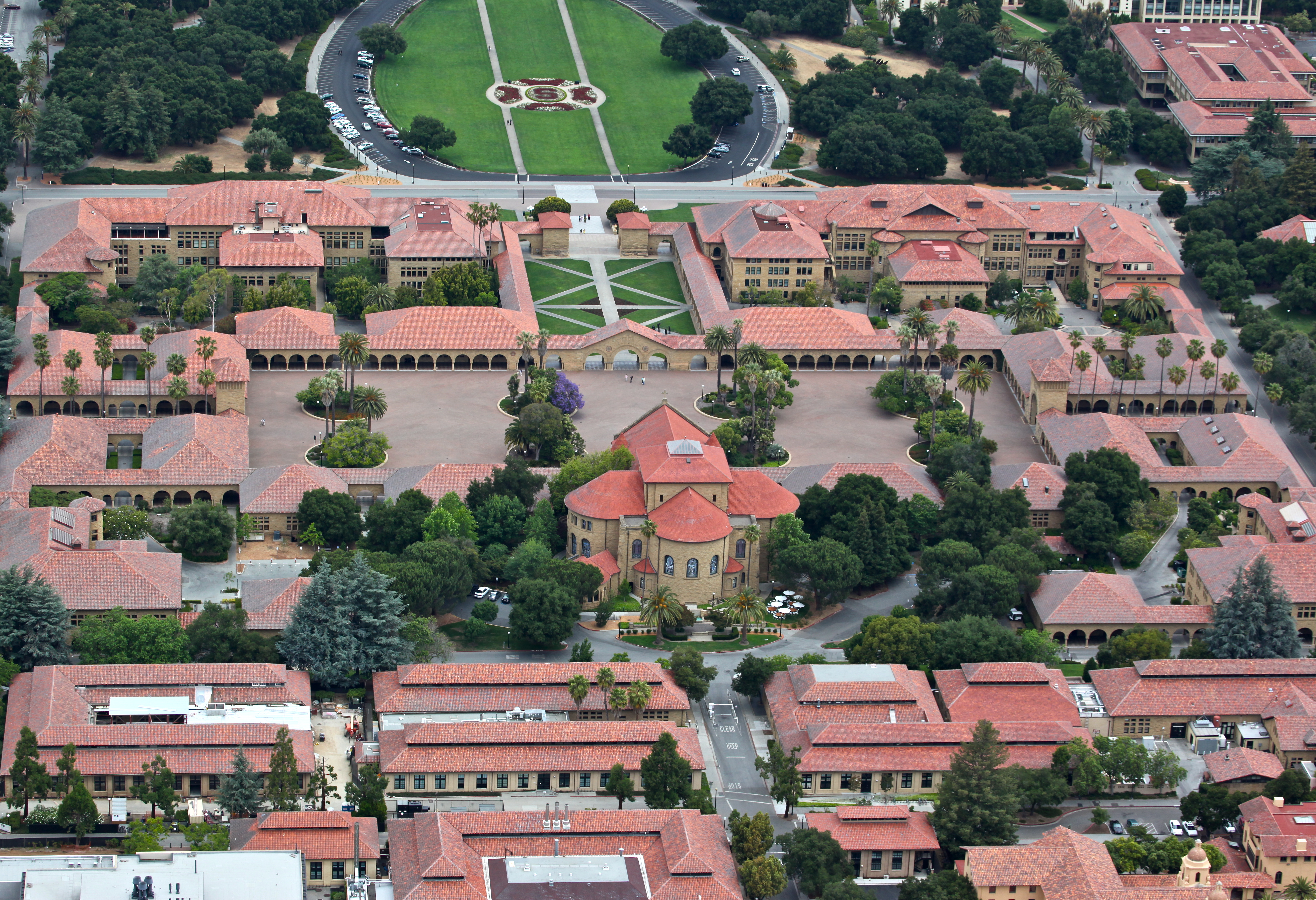
スタンフォード大学の"Main Quad" アメリカ合衆国、カリフォルニア州 中庭がロッジアで囲まれている。
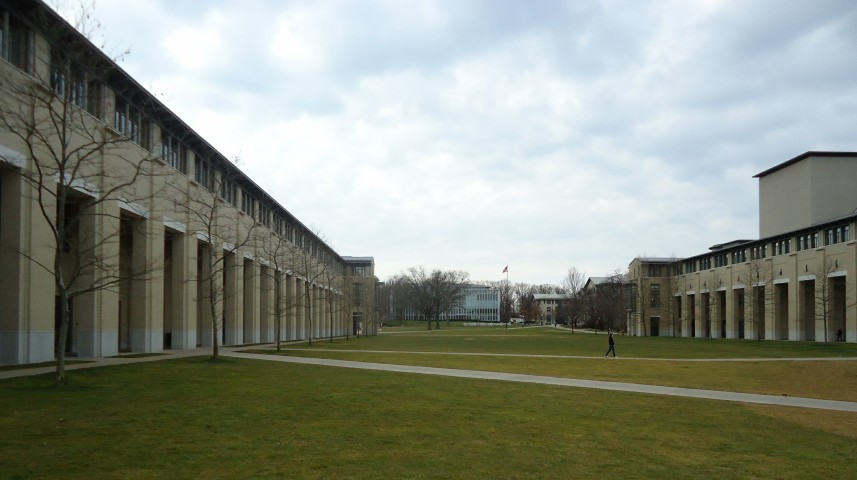
カーネギーメロン大学の"the Cut" アメリカ合衆国、ペンシルベニア州 中庭がロッジアで囲まれている。
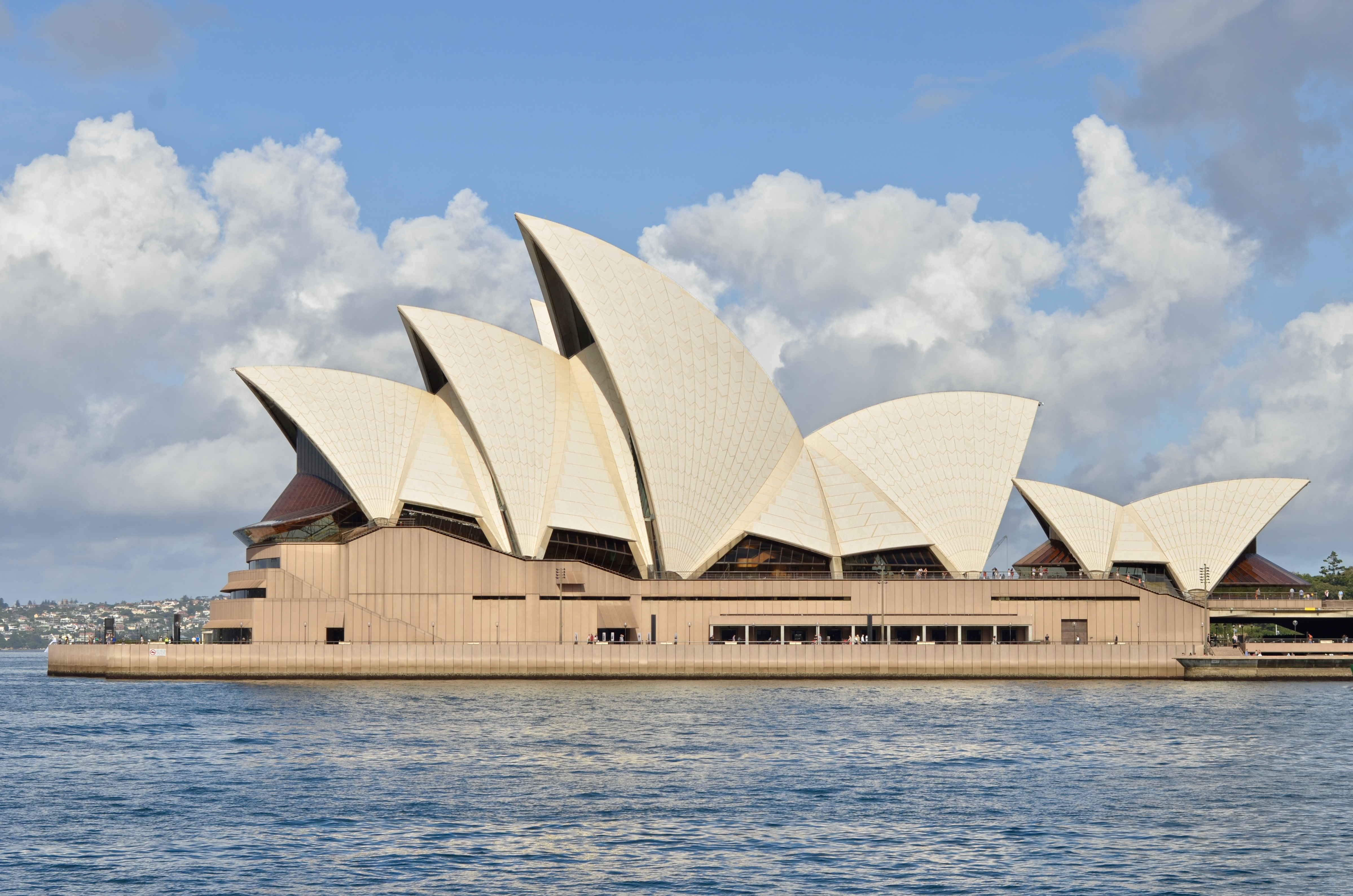
シドニー・オペラハウス オーストラリア、シドニー 2006年にロッジアが追加された（写真右下）